# 维韦斯
维韦斯（法語：Vivaise，法語發音：[vivɛz]）是法国上法蘭西大區埃纳省的一个市镇，属于拉昂区。

## 地理
维韦斯（49°37'16"N, 3°33'40"E）面积9.02 平方千米，位于法国上法蘭西大區埃纳省，该省份为法国北部内陆省份，北起北部省，西接索姆省和瓦兹省，东临阿登省和马恩省，西南至塞纳-马恩省，东北部与比利时接壤。
与维韦斯接壤的市镇（或旧市镇、城区）包括：欧努瓦苏拉昂、贝尼和卢瓦济、谢里莱普伊、库夫龙和欧芒库尔、克雷皮。

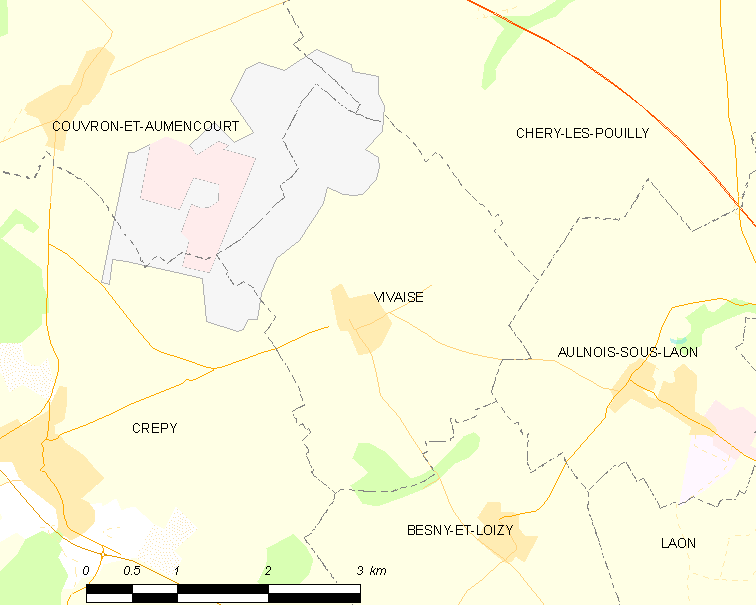
维韦斯的OSM定位图

维韦斯的时区为UTC+01:00、UTC+02:00（夏令时）。

## 行政
维韦斯的邮政编码为02870，INSEE市镇编码为02821。

## 政治
维韦斯所属的省级选区为拉昂第一县。

## 人口

1962-2008年间维韦斯人口变化图示

维韦斯于2022年1月1日时的人口数量为662人。